# Крестовый поход 1101 года
Крестовый поход 1101 года — поход представителей западноевропейской знати против сельджуков Малой Азии, предпринятый в 1101 году с целью освобождения из плена Боэмунда I, князя Антиохии. Кампания завершилась полным поражением крестоносцев.

## Предпосылки
Успех Первого Крестового похода вызвал всплеск религиозного фанатизма на Западе. Многие его участники, вернувшиеся в Европу прежде, чем пал Иерусалим, были встречены презрением и обвинениями в трусости. Так, Адела Нормандская, супруга графа Этьена II де Блуа, покинувшего крестоносное войско во время осады Антиохии, угрожала мужу разводом из-за его поступка, а графа Вермандуа Папа Пасхалий II намеревался отлучить от церкви за неисполнение обета. К тому же сообщения о баснословных богатствах, обретённых удачливыми крестоносцами, не давали покоя многим бедным рыцарям, прежде не решавшимся отправиться на Восток.
Поводом для объявления нового похода стало известие о пленении эмиром Каппадокии Гази ибн Данишмендом князя Антиохии Боэмунда Тарентского, одного из наиболее прославленных предводителей Первого Крестового похода.

## Ход боевых действий

### Ломбардский поход
Ансельм IV, архиепископ Миланский, начал сбор войск в Ломбардии, чтобы освободить Боэмунда из заточения. Собранная им армия состояла в основном из плохо обученных новобранцев. Численность ломбардского ополчения, по оценке Жозефа Мишо, составила примерно двести тысяч человек (впрочем, вероятно, что историк несколько преувеличил её размер). Эта разношёрстная толпа выступила из Милана осенью 1100 года, пересекла византийские владения и подошла к Константинополю. Поскольку ломбардские крестоносцы не брезговали грабежами, Алексей I Комнин поспешил переправить их в Малую Азию. В мае 1101 года войско архиепископа соединилось близ Никомедии с французской крестоносной армией, которую возглавляли Этьен де Блуа и Раймунд Тулузский, один из лидеров Первого Крестового похода. Раймунд, старинный недруг Боэмунда, преследовал собственные цели, поскольку в то время находился на службе у византийского императора; ему отнюдь не хотелось освобождать личного врага из плена, но под давлением крестоносцев и императора он был вынужден согласиться возглавить кампанию.
Раймунд и Этьен, не понаслышке знакомые с тяжёлыми условиями войны на Востоке, предупреждали ломбардцев, что попытка пересечь Анатолию посреди лета может оказаться гибельной, однако те стояли на своём и требовали немедленно выступить на Неокесарию, где томился в плену Боэмунд. Крестоносцы двинулись на восток и 23 июня 1101 года, не встретив существенного сопротивления, взяли Анкару; город был передан византийцам. Однако первый успех оказался для франко-ломбардской армии и последним. В середине июля крестоносцы подошли к Мерзифону, где их поджидало в засаде объединённое войско румских сельджуков, Данишменда и Ридвана, правителя Алеппо. Европейцы разделили свою армию на пять корпусов, которые оказались окружены турками и в итоге практически полностью уничтожены. Раймунду, Этьену де Блуа, Этьену Бургундскому, Ансельму Миланскому и немногим рыцарям удалось спастись бегством. Они прибыли в Константинополь, где архиепископ Ансельм скончался от полученных ран.

### Поход Гильома Неверского
Вторая крестоносная армия, которую возглавлял граф Невера Гильом II, отправилась в путь позже, чем ломбардское ополчение, и достигла Константинополя в конце весны 1101 года. Солдаты Гильома воздерживались от грабежей, и византийцы охотно пропустили их в Анатолию. Неверская армия осадила Иконий, однако не смогла взять его и отступила. В сентябре 1101 года Гильом и его люди попали в засаду, устроенную Кылыч-Арсланом в ущельях Тавра и потерпели сокрушительное поражение; сам граф и немногие его рыцари бежали с поля боя, бросив всё своё имущество, и сумели добраться до Антиохии.

### Франко-баварский поход
Третье войско крестоносцев выступило из Франции и Священной Римской империи. Им командовали герцог Гильом IX Аквитанский, граф Гуго Вермандуа и Вельф Баварский. К походу присоединилась также маркграфиня Ида Австрийская, за которой последовала большая свита. Эти представители знати (не считая, возможно, Вермандуа, который уже участвовал в Крестовом походе) весьма легкомысленно отнеслись к своей военной кампании и недооценили силы противника. Достигнув Константинополя вскоре после отбытия Гильома II Неверского, предводители армии разделили силы: часть воинов отправилась в Яффу морем, а остальные продолжили путь через Анатолию.
В сентябре, вскоре после разгрома Гильома II, франко-баварское войско встретилось с армией Кылыч-Арслана неподалёку от Гераклеи. В начавшемся сражении европейцы оказались разбиты и понесли тяжелейшие потери. Гильом Аквитанский спасся бегством с шестью рыцарями; бежать удалось и Вельфу Баварскому. Гуго Вермандуа был смертельно ранен стрелой и умер 18 октября в Тарсе, куда отступили немногочисленные уцелевшие крестоносцы. Маркграфиня Ида пропала без вести. Вероятнее всего, она погибла в бою. Позднейшая легенда утверждает, будто она была взята в плен и попала в гарем; её даже считали матерью известного мусульманского полководца Зенги (Занги), но это очевидное заблуждение (к моменту начала похода тот был уже юношей).
Уцелевшие в битве при Гераклее французы и баварцы не стали пытаться продолжить путь и вернулись в Европу. Крестовый поход бесславно завершился.

## Итоги и последствия
Уничтожение мусульманами трёх многочисленных армий привело правителей государств крестоносцев в уныние. Разгром похода означал почти полное прекращение притока свежих войск и христианского мирного населения в Иерусалимское королевство — дорога через Анатолию отныне была закрыта для христиан, а морем доставить сколько-нибудь значительные подкрепления было невозможно, так что теперь католическим княжествам Востока приходилось рассчитывать лишь на собственные силы. Надежды иерусалимских королей на интенсивное расширение владений оказались разрушены.
Дальнейшие попытки предводителей похода вести войны с сельджуками Малой Азии также были неудачны. Немногие уцелевшие, добравшиеся до Антиохии, в 1102 году прибыли в Иерусалим, откуда многие из них сразу же отплыли в Европу, посчитав свои клятвы исполненными. Этьен де Блуа остался при дворе короля Балдуина I и погиб в сражении при Рамле. Эд, герцог Бургундский, попавший в плен к мусульманам, так и не был выкуплен и умер в заточении. Раймунд Тулузский вернулся в Константинополь, где был холодно встречен императором Алексеем, разочарованным неудачей своего протеже. Затем он в сопровождении Гильома Неверского и немногочисленных выживших французских рыцарей отплыл в княжество Антиохийское. Регент Антиохии Танкред Тарентский сочувственно встретил всех неудачливых крестоносцев, кроме Раймунда, которого приказал бросить в тюрьму, обвинив в гибели всех трёх европейских армий. Граф Тулузский был освобождён лишь после того, как отрёкся от всех земель в Северной Сирии, на которые претендовал Танкред — таким образом, как ни парадоксально, поражение похода обернулось неожиданными территориальными приобретениями для Антиохии.
После разгрома христиан Кылыч-Арслан мог не опасаться нового вторжения и перенёс свою столицу в Иконий. Незначительную выгоду от похода получили византийцы, присвоившие завоёванную крестоносцами Анкару.